# Dennis Clarke
Dennis Clarke (født 18. januar 1948 i Stockton-on-Tees, England) er en engelsk tidligere fodboldspiller (forsvarer).
Clarke startede sin karriere hos West Bromwich Albion, som han repræsenterede frem til 1968. Med klubben vandt han FA Cuppen i 1968 efter finalesejr over Everton. Herefter skiftede han til Huddersfield Town, og nåede inden sit karrierestop i 1975 også at repræsentere Birmingham City.

## Titler
FA Cup
- 1968 med West Bromwich Albion